# 茨城県天心記念五浦美術館
茨城県天心記念五浦美術館（いばらきけん てんしんきねん いづらびじゅつかん）は、茨城県北茨城市大津町の五浦海岸にある、茨城県立の美術館。

## 概要
五浦海岸に日本美術院第一部を移転させて活動した岡倉天心らの業績を記念して、平成9年（1997年）に設立された。近代日本美術史で重要な拠点となった五浦海岸の地で、この地で晩年を過ごした岡倉天心の遺品や、彼に従って五浦に移住した日本画家の横山大観、下村観山、菱田春草、木村武山らの作品を公開している、近現代中心の日本画の美術館である。また、展示室や講座室、ライブラリーなどを整備し、茨城県北部における美術教育や市民活動の拠点としても機能している。同じ県立美術館である水戸市の茨城県近代美術館とは愛好家組織の「友の会」を共通で設置し、笠間市の茨城県陶芸美術館を加えた3館とは共通の年間パスポート（入場証）を発行するほか、六角堂（茨城大学美術文化研究所六角堂）や北茨城市歴史民俗資料館（野口雨情記念館）とは入場料の相互割引をするなど、それぞれ協力関係にある。

## 沿革
- 明治39年（1906年） - 岡倉天心が日本美術院第一部を五浦に移す。
- 大正2年（1913年） - 天心が病没。以後、五浦での美術活動は沈静化。
- 平成9年（1997年）11月8日 - 当館が開館。
- 令和元年（2019年）9月6日 - 展示室の空調不具合により企画展の開催を中断[1]。
- 令和2年（2020年）8月 - 改修工事により全館休館。
- 令和3年（2021年）4月24日 - 全館で再開。

## 施設
3カ所の展示室、講堂、講座室、映像ギャラリーのほか、下記を有する。設計者は内藤廣。
- 岡倉天心記念室
- 美術情報ライブラリー
- カフェテリア「カメリア」
- ミュージアムショップ

## 所在地
茨城県北茨城市大津町椿2083

## 交通アクセス
公共交通の場合、JR常磐線大津港駅より徒歩45分、車で10分。
火曜、木曜、金曜の週3日（休日及び年末年始は除く）のみ、北茨城市巡回バスが大津港駅と当館の間で運行される。本数は内回り・外回り各3往復、計6往復。
自動車利用の場合、常磐自動車道北茨城ICおよびいわき勿来ICよりそれぞれ各15分。当館には乗用車125台、大型バス10台分の駐車場が整備されている。

## 近隣
- 茨城大学五浦美術文化研究所
  - 六角堂 (北茨城市)
  - 岡倉天心旧宅・庭園
- 天心遺跡記念公園
- 岡倉天心の墓（分骨）

このほか、館内の展望ギャラリーや屋外の展望台、および広場からは五浦海岸や太平洋、および福島県いわき市の小名浜地区が眺められる。